# Mialuka
Mialuka (Mia-ah-luschkas, Mi'a-gthu-shka; Ni'kashiga Ma'tanaha, Ni'kashinga Man'tanaha; Gada'zhe, Mo thuzhathega, Magdazadige, Mong-thu-jah-the-gah; Wild People), Divlji ljudi o kojima govore plemena Osage, Omaha, Kansa, su mali ljudi poput vila iz središnjeg i južnog Siouanskog područja. Obično se opisuju kao visoki 1-2 stope, ponekad krilati, a u nekim plemenima, kao što je Omaha, kažu da imaju samo jedno oko. Divlji ljudi imaju magične moći i mogu biti opasni, ponekad otimaju djecu ili koriste vještičarenje kako bi naudili ljudima.